# Különbségsorozat
Egy véges vagy végtelen (an) = (a1, a2, a3, …) (szám)sorozat különbségsorozatának nevezzük azt a (dn) sorozatot, melynek n-edik tagja:
ahol n>0 természetes szám. Vagyis a különbségsorozat első tagja az eredeti sorozat második és első tagjának különbsége, második tagja az eredeti sorozat harmadik és második tagjának különbsége, s.í.t.
A különbségsorozat fogalma a fenti módon értelmezhető, általánosítható tetszőleges kvázicsoport elemeiből képezett sorozatokra is.

## Példák
Képezzük a négyzetszámok N sorozatának – tehát Nn := (1, 4, 9, 16, 25, … n2, …) – különbségsorozatát:
1. ΔN1 = N2-N1 = 4-1 = 3;
2. ΔN2 = N3-N2 = 9-4 = 5;
3. ΔN3 = N4-N3 = 16-9 = 7;
4. ΔN4 = N5-N4 = 25-16 = 9;
5. s.í.t. …
6. általában: ΔNn = Nn+1-Nn = (n+1)2-n2 = (n2+2n+1) – n2 = 2n+1

azaz a négyzetszámok sorozatának különbségsorozata az egynél nagyobb páratlan számok sorozata.
További példák (rendre az 1 értéket felvevő konstans sorozat, a pozitív egészek, a páros számok, a tíz többszörösei, a négyzetszámok, a kettő- és a háromhatványok sorozatainak különbségsorozata):
```
   s.:  1   1   1   1    1 …
 k.s.:    0   0   0   0   …
```

```
   s.:  1   2   3   4   5 …
 k.s.:    1   1   1   1   …
```

```
   s.:  2   4   6   8   10 …
 k.s.:    2   2   2   2   …
```

```
   s.:  10   20   30   40    50 …
 k.s.:    10   10   10    10   …
```

```
   s.:  1   4   9   16   25 …
 k.s.:    3   5   7    9   …
```

```
   s.:  2   4   8   16    32 …
 k.s.:    2   4   8    16   …
```

```
   s.:  3   9    27    81     243 …
 k.s.:    6   18    54    162   …
```

## Tételek, alkalmazások

### Rekurzív jellegű általános összefüggések
A különbségsorozat definíciója szerint Δan = an+1-an minden n>0-ra. Ezért tetszőleges (an) sorozatra érvényes a következő, rekurzív jellegű összefüggés:
Kiindulva ebből, rekurzív jellegű képletből, írjuk fel rendre a sorozat tagjait a következő sorozatos behelyettesítéseket alkalmazva:
- a2 = a1+Δa1;
- a3 = a2+Δa2 = (a1+Δa1)+Δa2 = a1+(Δa1+Δa2);
- a4 = a3+Δa3 = [a1+(Δa1+Δa2)]+Δa3 = a1+(Δa1+Δa2+Δa3)
- s. í. t. …

Hasonlóan haladva és teljes indukcióval bizonyíthatóan,
- an = a1+Δa1+Δa2+ … +Δan-1, tömörebben {\displaystyle a_{n}=a_{1}+\sum _{i=1}^{n-1}\Delta a_{n}}.

### Algebrai tulajdonságok
Két, valamely csoport elemeiből álló sorozat összegének és különbségének különbségsorozata a különbségsorozatok összege:
hiszen Δ(a±b)n = (a±b)n+1±(a+b)n) = (an+1±bn+1)-(an±bn+1) =
(an+1-an)±(bn+1-bn) = Δan±Δbn.
Egy R félgyűrű felett értelmezett sorozat skalárszorosának (elemszeresének) (α∈R) különbségsorozata az eredeti sorozat különbségsorozatának számszorosa:
hiszen Δαan = (αa)n+1-(αa)n = α·an+1-α·an = α(·an+1-·an) = α(Δan).

### Sorozatok kategorizálása
- Egy számsorozat akkor és csak akkor konstans, ha különbségsorozata minden tagja 0. Egy másik elnevezés: nulladrendű számtani sorozat.

- Egy számsorozatot számtani sorozatnak nevezünk, ha különbségsorozata állandó (konstans) sorozat. Egy másik elnevezés: elsőrendű számtani sorozat. Az elsőrendű számtani sorozatok különbségsorozata tehát nulladrendű számtani sorozat.

- Egy számsorozatot n-edrendű számtani sorozatnak nevezünk, ha nulladrendű számtani sorozat (n=0), vagy ha különbségsorozata n-1-edrendű számtani sorozat (n>0). Ezek épp azok a számsorozatok, melyek i-edik tagja egy legfeljebb n-edfokú egyhatározatlanú polinom határozatlanjának helyébe i-t helyettesítve adódik (ai = α0+α1i+…+αnin).

## Általánosítások
Egy (an) sorozat különbségsorozatának különbségsorozata az eredeti sorozat másodrendű különbségsorozata (jele Δ2(a)n). Hasonlóan definiáljuk a magasabbrendű különbségsorozatokat: egy sorozat k+1-edrendű különbségsorozata a k-adrendű különbségsorozatának különbségsorozata (jele Δk(a)n).